# Toray Industries
Toray Industries, Inc. (東レ株式会社?, Tōre Kabushiki-gaisha) è una multinazionale giapponese, specializzata in prodotti industriali della chimica organica sintetica, chimica dei polimeri, e biochimica.

## Storia
Toray Industries venne fondato, col nome iniziale di Toyo Rayon, nel 1926 da Mitsui Busan, una delle due più grandi società commerciali giapponesi (sōgō shōsha) del tempo (l'altra era Mitsubishi).

## Sponsorizzazioni
- torneo di tennis Pan Pacific Open[1]
- Digital Creation Awards, nel suo 10º anniversario nel 2005

## Galleria d'immagini

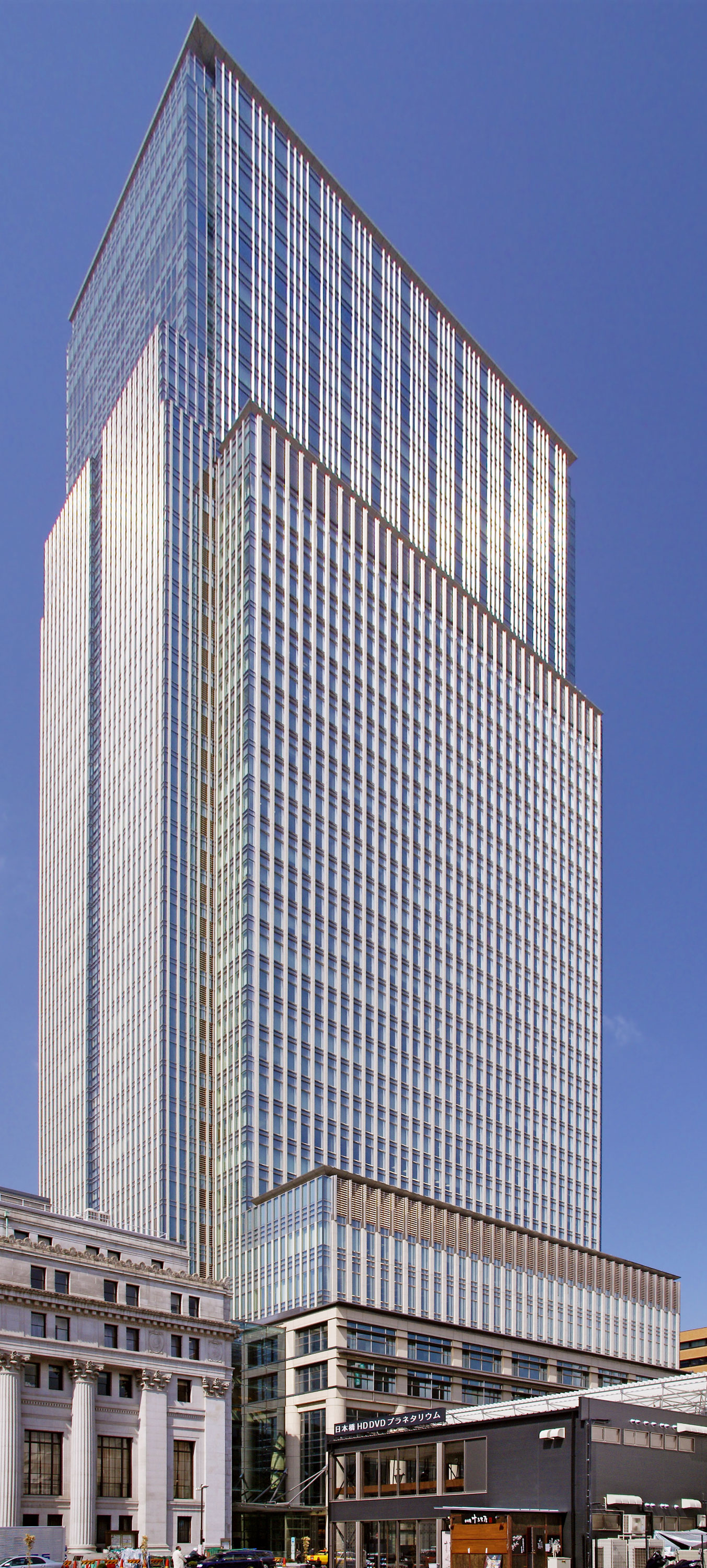
Nihonbashi Mitsui Tower, sede di Toray, Chūō Tokyo
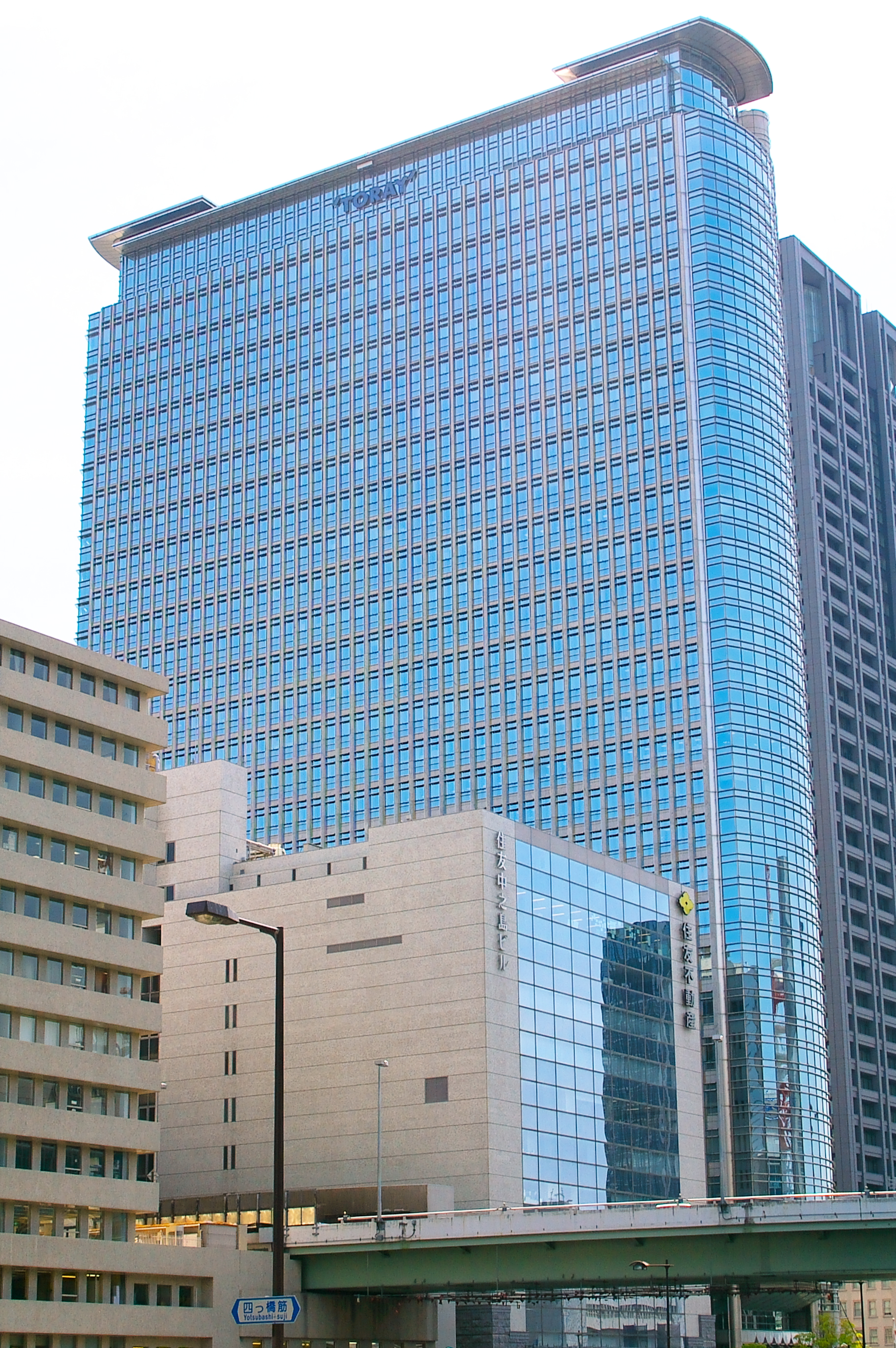
Nakanoshima Mitsui Building, sede di Toray a Kita-ku Osaka
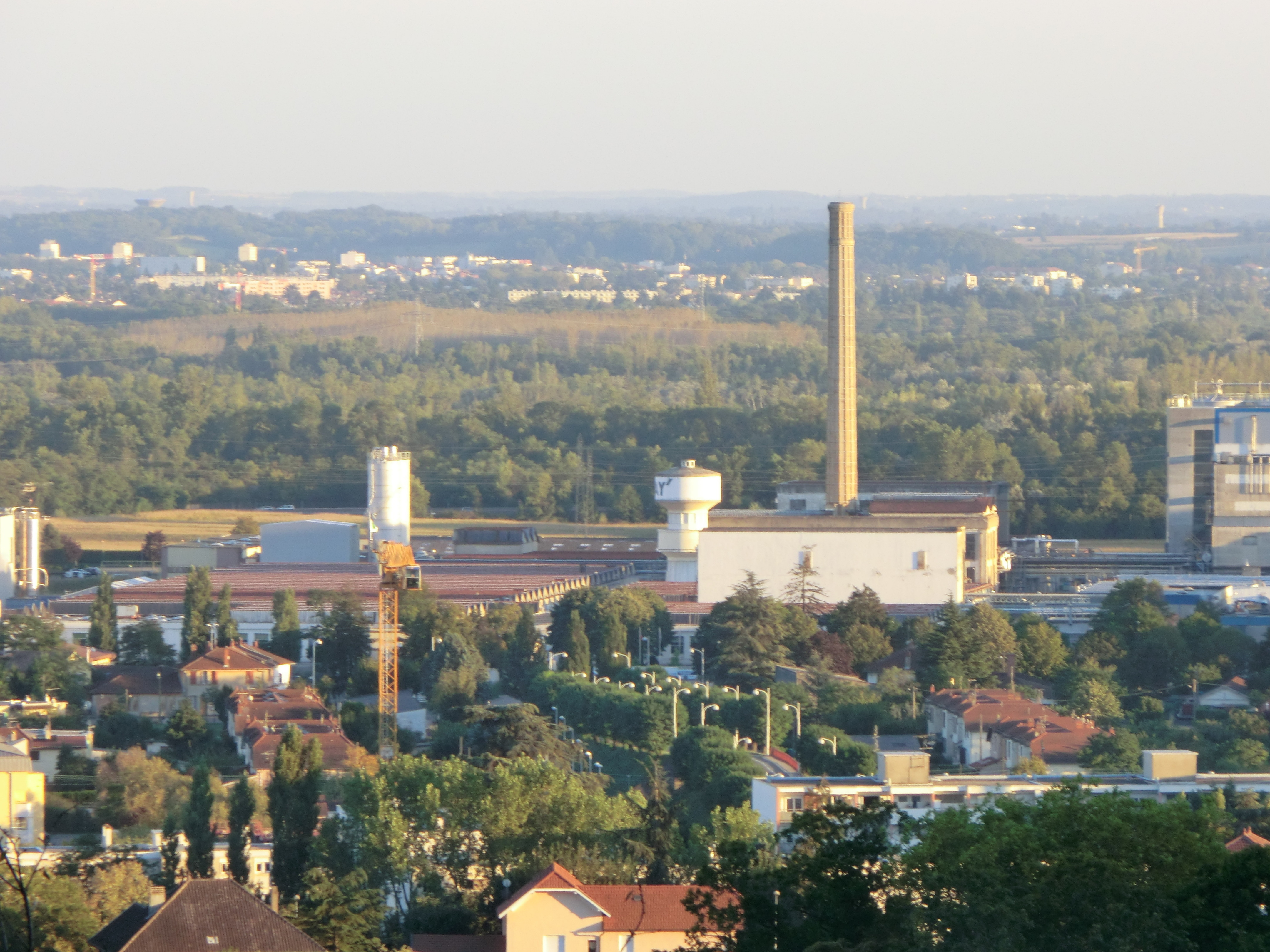
Stabilimento della società presso Saint-Maurice-de-Beynost, Francia
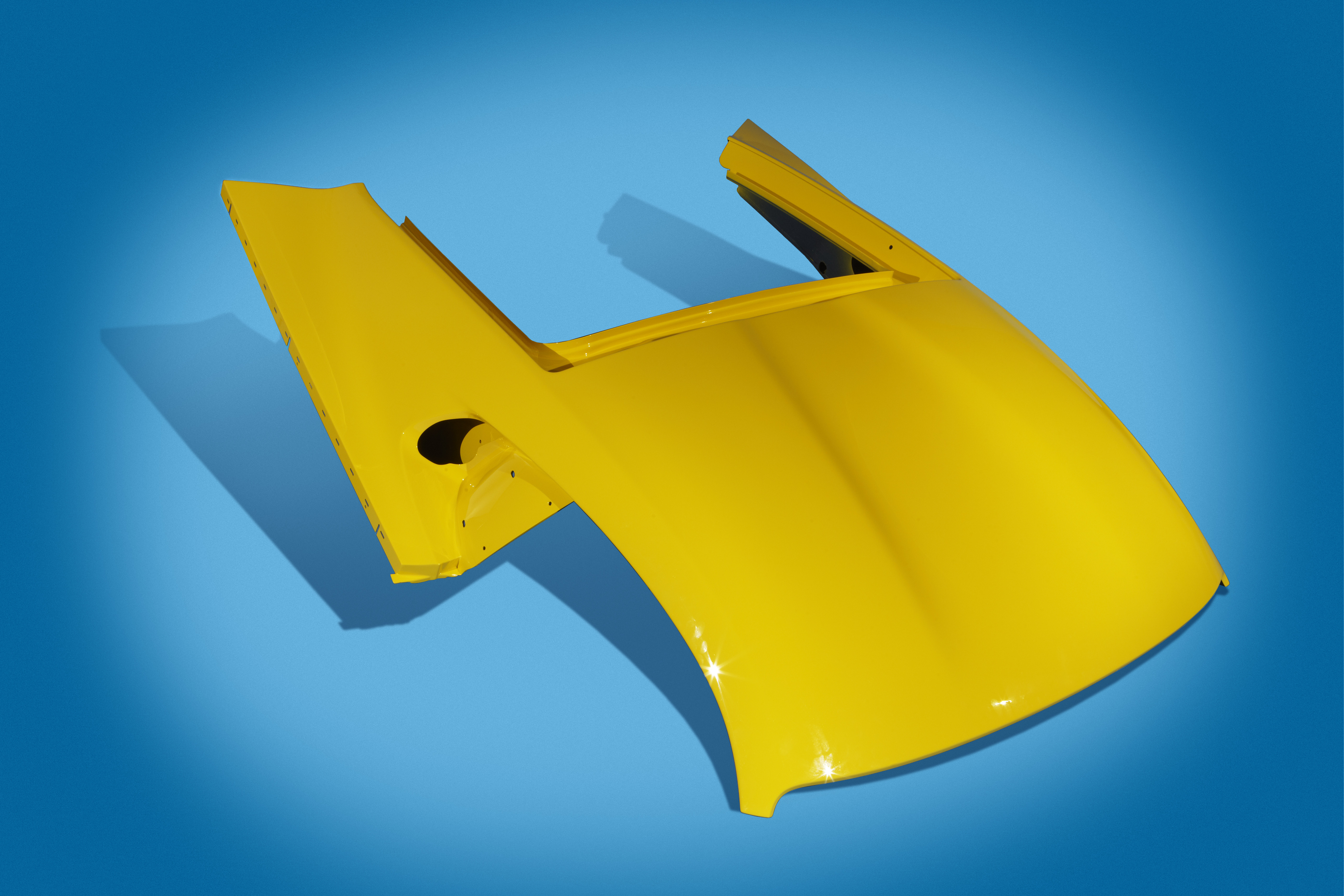
SRT Viper  realizzati in fibra di materiale composito di carbonio